# Alain Couriol
Alain Couriol (Parigi, 24 ottobre 1958) è un ex calciatore francese, di ruolo centrocampista.

## Palmarès

### Club
- Campionato francese: 1

Paris Saint-Germain: 1985-1986